# Драгунов, Геннадий Дмитриевич
Генна́дий Дми́триевич Драгунов (12 августа 1938, Копейск, Челябинская область — 18 мая 2015, Челябинск) — советский и российский учёный, доктор технических наук (1985), профессор автотракторного факультета ЧПИ-ЧГТУ-ЮУрГУ (1987), заведующий кафедрой «Двигатели внутреннего сгорания» (1972—1984), заведующий кафедрой «Автомобили» (с 1985), декан автотракторного факультета ЧПИ-ЧГТУ-ЮУрГУ (1987—2000), академик Академии военных наук Российской Федерации (2005).

## Биография
Геннадий Дмитриевич Драгунов родился 17 августа 1938 года в городе Копейске Челябинской области.
В 1941 году семья переехала в восточную часть Челябинской области, ныне Курганскую область. 
Поступил на специальность «Двигатели внутреннего сгорания» в Челябинский политехнический институт, окончив его в 1960 году. После этого остался преподавать в альма-матер, работал сначала ассистентом, затем старшим преподавателем кафедры «Двигатели внутреннего сгорания», в 1972 году был избран заведующим кафедрой.
В 1969 году защитил диссертацию на соискание ученой степени кандидата технических наук на тему «Исследование центробежной очистки топлива на дизельных тракторных двигателях», а 1985 году — докторскую диссертацию на тему «Совершенствование рабочего цикла форсированных дизелей».
В 1987 году стал профессором, с 2006 года — профессор кафедры «Автомобили», с 2012 года — кафедры «Колёсные, гусеничные машины и автомобили». В 1987—2000 годах — декан автотракторного факультета и председатель Совета по защитам кандидатских и докторских диссертаций.
Академик Академии военных наук Российской Федерации (2005)
Геннадий Дмитриевич Драгунов умер 18 мая 2015 года в городе Челябинске Челябинской области.

## Научная деятельность
Основатель научного направления по исследованию рабочих процессов в двигателях внутреннего сгорания с высокоэнергетическим зажиганием рабочей смеси. Автор математических моделей нестационарных процессов дизелей с газотурбинным и комбинированным наддувами.
Автор 176 научных публикаций, в том числе одной монографии, 17 учебных и методических пособий, 11 авторских свидетельств и 6 патентов РФ на изобретения, 4 из которых внедрены в производство. Под его научным руководством защищено 26 кандидатских и 3 докторские диссертации.

## Награды и звания
- Заслуженный работник высшей школы Российской Федерации, 2000 год[6]
- Медаль «За трудовую доблесть», 1986 год
- Медаль «За доблестный труд. В ознаменование 100-летие со дня рождения В. И. Ленина», 1970 год
- Медаль «За освоение целинных земель», 1958 год
- Почётный знак «За отличные успехи в области высшего образования СССР», 1975 год
- Медаль «100 лет автомобильным войскам России», 2010 год
- Почётный машиностроитель, 2003 год
- Академик Академии военных наук, 2005 год

## Семья
Жена, двое сыновей (Антон и Дмитрий).